# George of the Jungle and the Search for the Secret
Pour l’article homonyme, voir George de la jungle.
George of the Jungle and the Search for the Secret est un jeu vidéo sorti en 2008 inspiré du dessin animé de 2007 George de la jungle qui fonctionne sur la Wii, PlayStation 2 et Nintendo DS. Il est développé par 7 Studios pour la Nintendo DS et Papaya Studios pour la Wii et la PlayStation 2. Il est édité par Ignition Entertainment.

## Système de jeu
Ceci est un jeu de plate forme en 3eme personne en vue

## Du même sujet
Georges de la jungle (série télévisée d'animation, 1967)
George de la jungle (série télévisée d'animation, 2007)
George de la jungle (film)
George de la jungle 2